# Sparkasse Pforzheim Calw
Die Sparkasse Pforzheim Calw ist eine öffentlich-rechtliche Sparkasse mit Sitz in Pforzheim in Baden-Württemberg. Ihr Geschäftsgebiet umfasst die Stadt Pforzheim, den Enzkreis und den Landkreis Calw.

## Organisationsstruktur
Die Sparkasse Pforzheim Calw ist eine Anstalt des öffentlichen Rechts. Rechtsgrundlagen sind das Sparkassengesetz für Baden-Württemberg und die durch den Zweckverband „Stadt + Kreissparkasse Pforzheim Enzkreis Calw“ erlassene Satzung. Organe der Sparkasse sind der Vorstand, der Verwaltungsrat und der Kreditausschuss. 
Das Geschäftsgebiet ist untergliedert in drei Marktbereiche und innerhalb derer in 29 Filialdirektionen sowie drei Unternehmenskunden-Abteilungen, ein Existenzgründercenter, den Bereich Immobilien/Mobile Beratung, das Private Banking und das Versicherungs- und Vorsorgecenter. Die Sparkasse Pforzheim Calw unterhält in ihrem Geschäftsgebiet 94 Geschäftsstellen.

## Geschäftsausrichtung und Geschäftserfolg
Die Sparkasse Pforzheim Calw betreibt als Sparkasse das Universalbankgeschäft. Im Sparkassen-Verbund arbeitet sie zusammen mit der Landesbank Baden-Württemberg, der LBS Baden-Württemberg, der SV Sparkassenversicherung, der DekaBank und der Deutsche Leasing AG und kooperiert mit der neue leben Versicherungen.
Die Sparkasse Pforzheim Calw wies im Geschäftsjahr 2024 eine Bilanzsumme von 17,692 Mrd. Euro aus und verfügte über Kundeneinlagen von 11,106 Mrd. Euro. Gemäß der Sparkassenrangliste 2024 liegt sie nach Bilanzsumme auf Rang 7. Sie unterhält 90 Filialen/Selbstbedienungsstandorte und beschäftigt 1.896 Mitarbeiter.

## Geschichte
Geschichte der Sparkasse Pforzheim
Die Städtische Sparkasse Pforzheim wurde am 29. November 1834 gegründet und am 22. Februar 1835 eröffnet. Die Sparkasse hatte ihre Geschäftsräume in den folgenden knapp 100 Jahren nacheinander in mehreren privaten und öffentlichen Gebäuden. 1927 wurde mit dem Bau eines eigenen Sparkassengebäudes in der Poststraße in Pforzheim auf dem ehemaligen „Kiehnleschen Anwesen“ begonnen, 1928 erfolgte die Einweihung. Seither befindet sich hier die Hauptstelle der Sparkasse Pforzheim Calw. Die Gemeindesparkasse Niefern wurde am 13. August 1935 durch die Städtische Sparkasse Pforzheim übernommen und als Hauptzweigstelle und somit als erste Geschäftsstelle weitergeführt. Am 23. Februar 1945 wurde das Sparkassengebäude in der Poststraße beim Luftangriff auf Pforzheim vollständig zerstört, die Neuerrichtung erfolgte nach dem Zweiten Weltkrieg. Durch mehrere Umbaumaßnahmen erhielten die Geschäftsräume, Haupteingang und Fassade ein neues Aussehen. 
Die Stadt+Kreis-Sparkasse Pforzheim wurde am 1. Juli 1971 gegründet. Am 1. Januar 1974 vereinigte man sich mit dem größten Teil der ehemaligen Kreissparkasse Vaihingen (Bereiche Mühlacker und Maulbronn) und mit einigen Zweigstellen der ehemaligen Kreissparkasse Leonberg (Heimsheim, Mönsheim, Friolzheim). Am 1. Januar 1975 übernahm die Sparkasse Pforzheim die Bezirke Neuenbürg und Birkenfeld von der Kreissparkasse Calw. Die Fusion der Bezirkssparkasse Königsbach mit der Stadt+Kreis-Sparkasse Pforzheim erfolgte zum 1. Januar 1979. 1995 begann die umfangreiche, vier Abschnitte umfassende Baumaßnahme auf dem Sparkassen-Areal in Pforzheim. Am 22. Juni 2001 fand die Einweihung des Sparkassenturms statt, dem spektakulärsten Gebäudeteil der Umbaumaßnahme.
Geschichte der Kreissparkasse Calw
Die Oberamtssparkasse Calw wurde am 26. Oktober 1901 offiziell gegründet. Zum 1. Januar 1902 nahm man den Geschäftsbetrieb in den Räumen des Calwer Rathauses auf. Durch die Kreisordnung vom 30. Januar 1934 erhielt die Oberamtssparkasse Calw die Bezeichnung „Kreissparkasse Calw“. Am 1. Oktober 1938 erfolgte die Übertragung der Kreissparkassen Nagold und Neuenbürg auf die Kreissparkasse Calw. 1962 wurde der Grundstein für den Neubau des Sparkassengebäudes in der Innenstadt von Calw gelegt, das Gebäude wurde 1965 eingeweiht. Im Jahr 2002 feierte die Kreissparkasse Calw ihr 100-jähriges Bestehen. 
Geschichte der Sparkasse Pforzheim Calw
Zum 1. Januar 2003 vereinigten sich die Stadt+Kreis-Sparkasse Pforzheim und die Kreissparkasse Calw zur Sparkasse Pforzheim Calw. 2004 erfolgte der Neuaufbau des Industriehauses am Leopoldplatz Pforzheim durch die Sparkasse Pforzheim Calw. 2005 Eröffnung der „Schmuckwelten Pforzheim“. Die regionale Bürgerstiftung „Mit Herz + Hand“ wurde 2007 gegründet. Die Einweihung des Sparkassenneubaus in Mühlacker und der grundlegend umgestalteten und modernisierten Sparkasse in Calw erfolgte 2008. Im Jahr 2021 erfolgte die Eröffnung der neu gebauten Hauptstelle im TurmQuartier.

## Stiftungen
Zur Sparkasse Pforzheim Calw gehören eine Reihe von Stiftungen, u. a. die Stiftung Umweltpreis, Stiftung Jugendförderung oder auch die Kunststiftung der Sparkasse Pforzheim Calw.